# Július Kánássy
Július Kánássy (* 25. května 1934, Košice) je bývalý slovenský fotbalista, útočník.

## Fotbalová kariéra
V československé lize hrál za Lokomotívu Košice, Tankistu Praha, VSS Košice a Slovan Bratislava. Nastoupil ve 192 utkáních a dal 22 gólů. Za juniorskou reprezentaci nastoupil v 7 utkáních a dal 2 góly, za reprezentační B-tým nastoupil ve 2 utkáních. V Poháru vítězů pohárů nastoupil ve 4 utkáních a dal 1 gól. Finalista Československého poháru 1963/64. Mistr Československa mladšího dorostu 1951, staršího dorostu 1952.

## Trenérská kariéra
Byl asistentem Jozefa Vengloše u týmu VSS Košice v sezóně 1971/72, kdy tým skončil v lize na 2. místě.

## Ligová bilance
| Ročník                                   | Zápasy | Góly | Klub               |
| ---------------------------------------- | ------ | ---- | ------------------ |
| Přebor československé republiky 1953     | 13     | 4    | Lokomotíva Košice  |
| Přebor československé republiky 1954     | -      | 3    | Tankista Praha     |
| 1. československá fotbalová liga 1956    | -      | 2    | Spartak VSS Košice |
| 1. československá fotbalová liga 1957/58 | 28     | 5    | Slovan Bratislava  |
| 1. československá fotbalová liga 1958/59 | 23     | 0    | Slovan Bratislava  |
| 1. československá fotbalová liga 1959/60 | 6      | 0    | Slovan Bratislava  |
| 1. československá fotbalová liga 1959/60 | 12     | 0    | Jednota Košice     |
| 1. československá fotbalová liga 1963/64 | -      | 4    | VSS Košice         |
| 1. československá fotbalová liga 1964/65 | -      | 1    | VSS Košice         |
| 1. československá fotbalová liga 1965/66 | -      | 3    | VSS Košice         |
| 1. československá fotbalová liga 1966/67 | -      | 0    | VSS Košice         |
| 1. československá fotbalová liga 1967/68 | 2      | 0    | VSS Košice         |
| CELKEM                                   | 192    | 22   |                    |